# إماتو-كانا

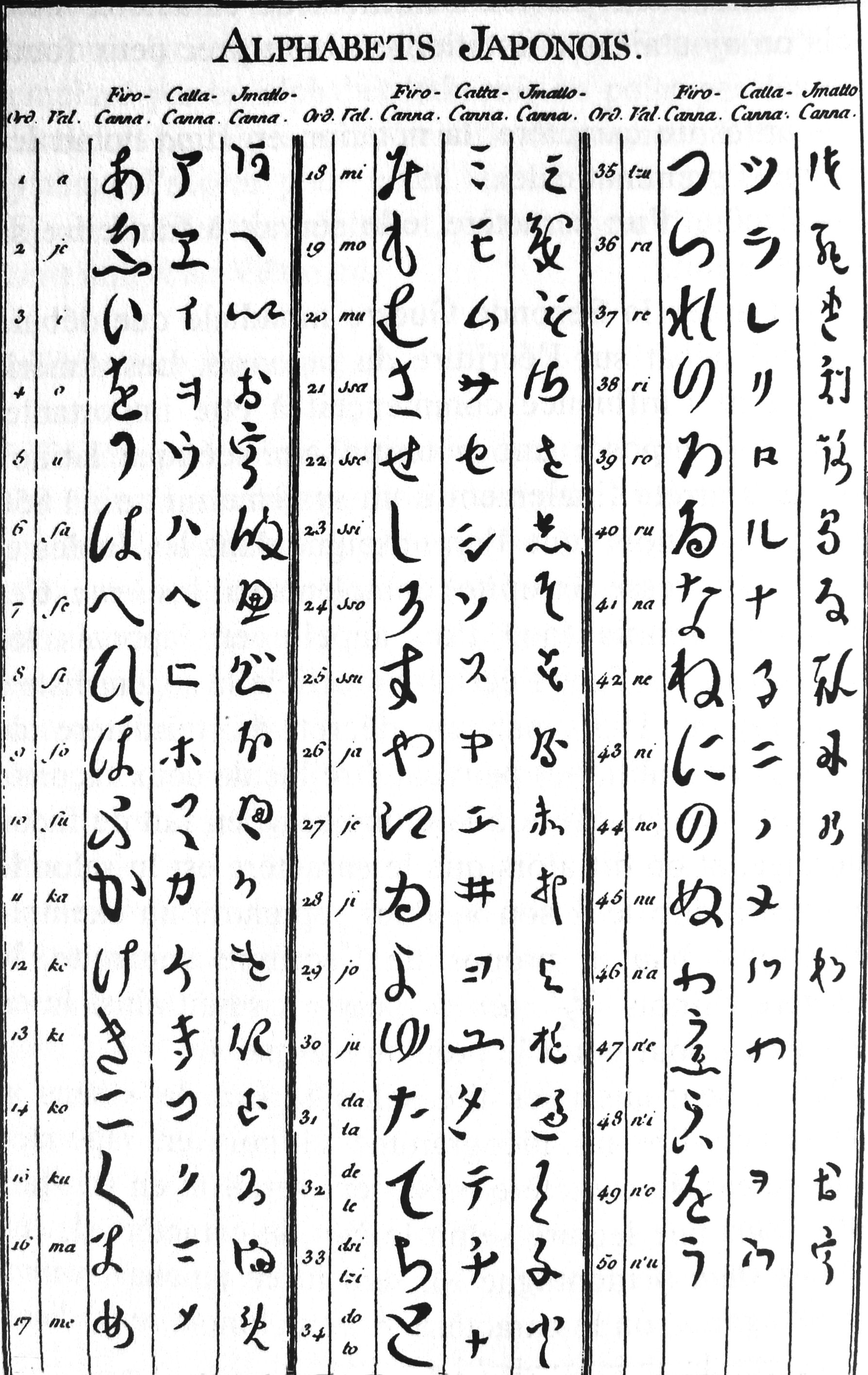
"الابجدية اليابانية"متضمنتا إماتو-كان(العمود الثالث)موسوعة ديدرو القرن الثامن عشر.

كانت إماتو كانا (تكتب أيضا جاماتو كانا) أبجدية مقطعية يابانية غير حقيقية أوردها الرحالة الألماني إنجلبيرت كايمبفر في كتابه.  Amoenitatum exoticarum politico-physico-medicarum fasciculi V.  ) 1712).
ذكر أن للغة اليابانية ثلاث أبجديات مقطعية: فيرو كانا (هيراغانا) وكاتا كانا (كاتاكانا), كلاهما استخدما من قبل العامة، وإماتو كانا استخدمت من قبل النبلاء.
بالرغم من ذلك، اعتقد إنجيلبيرت كايمبفر أن الإماتو كانا عبارة عن أشكال مختلفة من الهيراغانا وسميت بالهينتايغانا.الهينتايغانا لم تقم على نظام كتابي مستقل ومتماسك، كانت غالبا تستخدم اشكالا حرة مختلفة مع رموز الهيراغانا الأخرى.
الأبجدية المقطعية اليابانية الوحيدة إلى جانب الهيراغانا والكاتاكانا كانت المانيوغانا بالسابق والتي اندثرت قبل عام1712.
من المحتمل أن إماتو كانا كانت ترجمته الحرفية لكلمة (ياماتو-غانا) والتي تعني في الواقع (كانا) بشكل عام، أي الهيراغانا والكاتاكانا.

## روابط خارجية
- Chart of kana from Engelbert Kaempfer